# Monique Mol

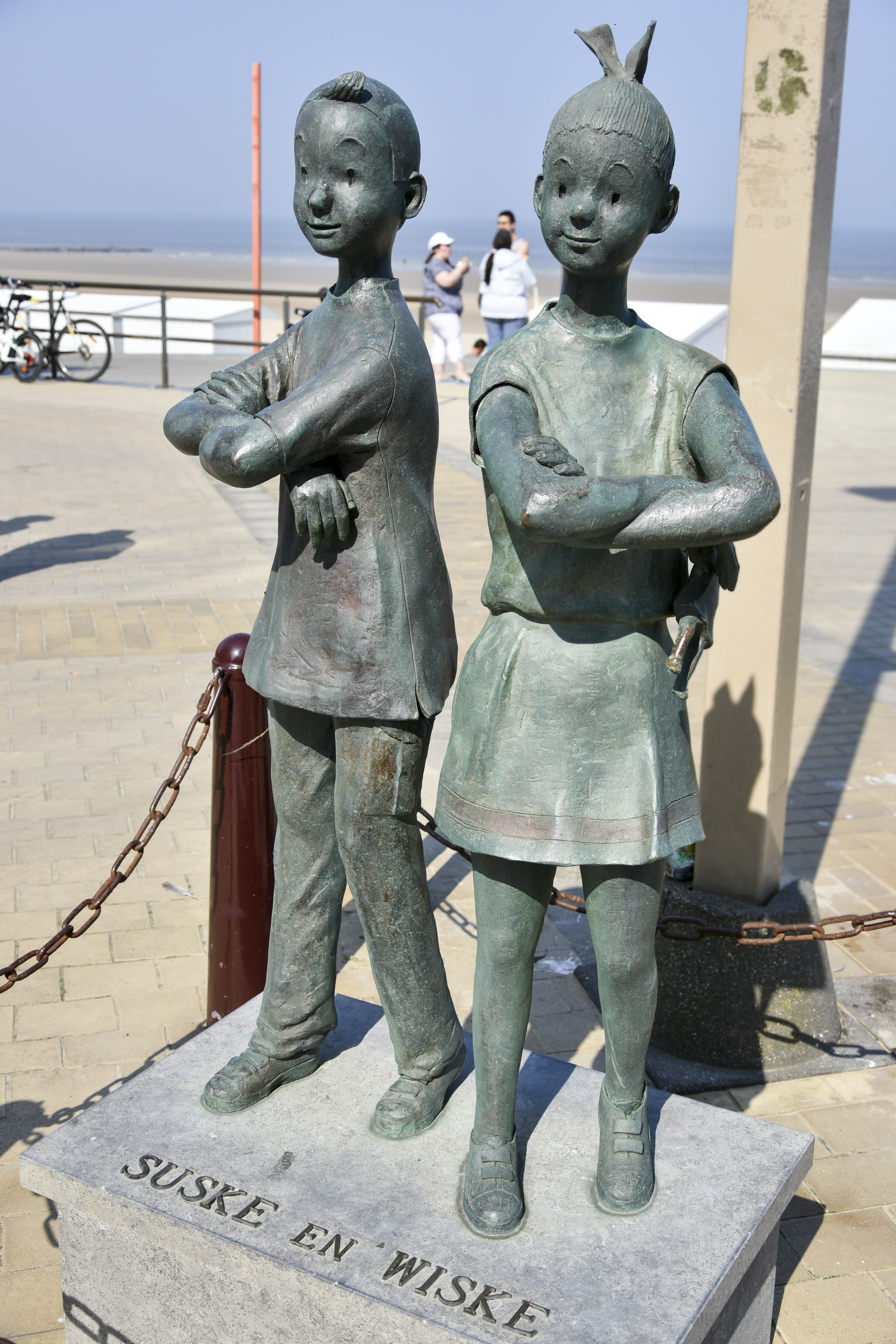
Suske en Wiske (2002)

Monique Mol (Gentbrugge, 1939) is een  Belgisch schilder, beeldhouwer, keramist. Ze is de grootmoeder van radiopresentatrice Pien Lefranc.

## Leven en werk
Monique Mol werd opgeleid aan de Westhoek Academie Koksijde, onder leiding van Jef Mouton en Bob Stikkers. Ze aquarelleert en maakt als beeldhouwster vooral figuratieve sculpturen van kinderen en vrouwelijk naakt. Haar werk werd meerdere malen onderscheiden, van de Europese Kunstverdienste ontving ze de gouden medaille (1990) en de gouden medaille met palmen (1993), voor beeldhouwwerk de zilveren medaille voor keramiek (1992), daarnaast behaalde ze onder andere de gouden medaille met palmen van de Asocion Belgo-Hispanica (1994) en de eerste prijs voor beeldhouwwerk van Cavalaire sur Mer (1994).
Ter gelegenheid van het jaarlijks Stripfestival Middelkerke worden sinds 1997 langs de Zeedijk Stripstandbeelden geplaatst van Luc Couwenberghs, Luc Madau, Valeer Peirsman, Josyane Vanhoutte en  Monique Mol. Zij maakte tussen 2002 en 2013 de beelden van Agent 212, De Miekes, Natasja, Suske en Wiske, Jerom en Lambik, Natasja, Robbedoes en Spip en de Smurfin.
De atelier en expositieruimte van Monique Mol was tot 2023 te bezoeken in Beauvoorde (Veurne).
Sinds 2023 staan haar beelden tentoongesteld in Zuidburg Veurne.

## Enkele werken
- ca. 1991 wandkeramiek in de Sint-Pieterskerk in De Panne, ter gelegenheid van het 100-jarig bestaan van de kerk.
- 1992 De Blauwer en de Frontalier of Smokkelaar en grensarbeider in Adinkerke.
- 2002 Familie in het gemeentehuis van De Panne.
- 2002 Suske & Wiske
- 2003 Smurfin, Zeedijk, Middelkerke.
- 2004 Robbedoes en Spip, Zeedijk, Middelkerke.
- 2005 Lambik, Zeedijk, Middelkerke.
- 2006 De Miekes, Zeedijk, Middelkerke.
- 2011 Agent 212, Zeedijk, Middelkerke.
- 2011 Kari Lente, Brasschaat.[4]
- 2012 Natasja, Zeedijk, Middelkerke.
- 2012  Jules Hof de Bist, Ekeren
- 2013 Jerom, Zeedijk, Middelkerke.
- marmeren altaar voor de Onze-Lieve-Vrouwkerk in De Panne.
- De Goede Herder voor de parochiekerk in Sint-Katelijne-Waver.
- 2022 inhuldiging beelden' 3 kinderen' Saarburg Duitsland

## Fotogalerij

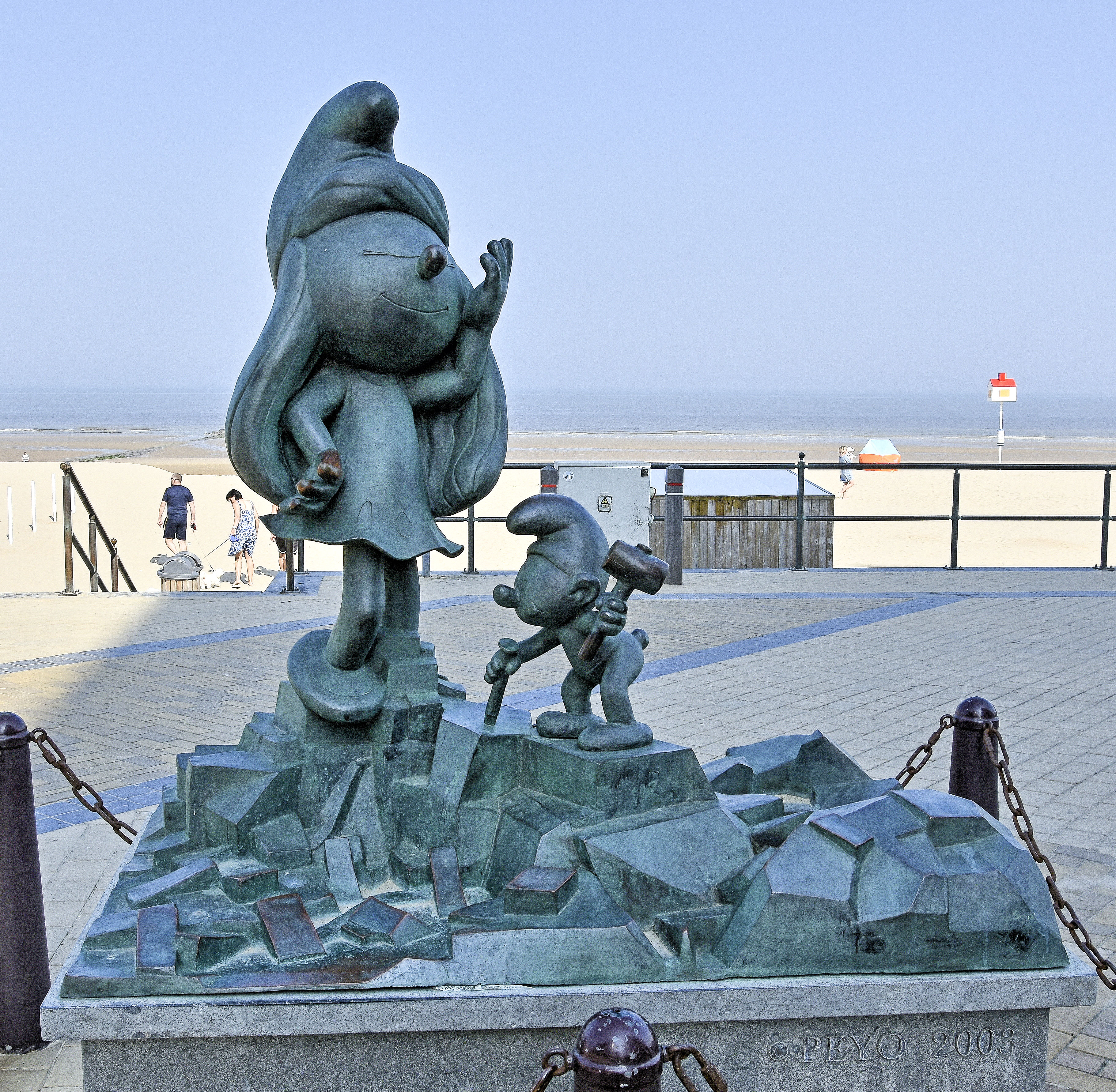
Smurfin en Potige Smurf (2003)
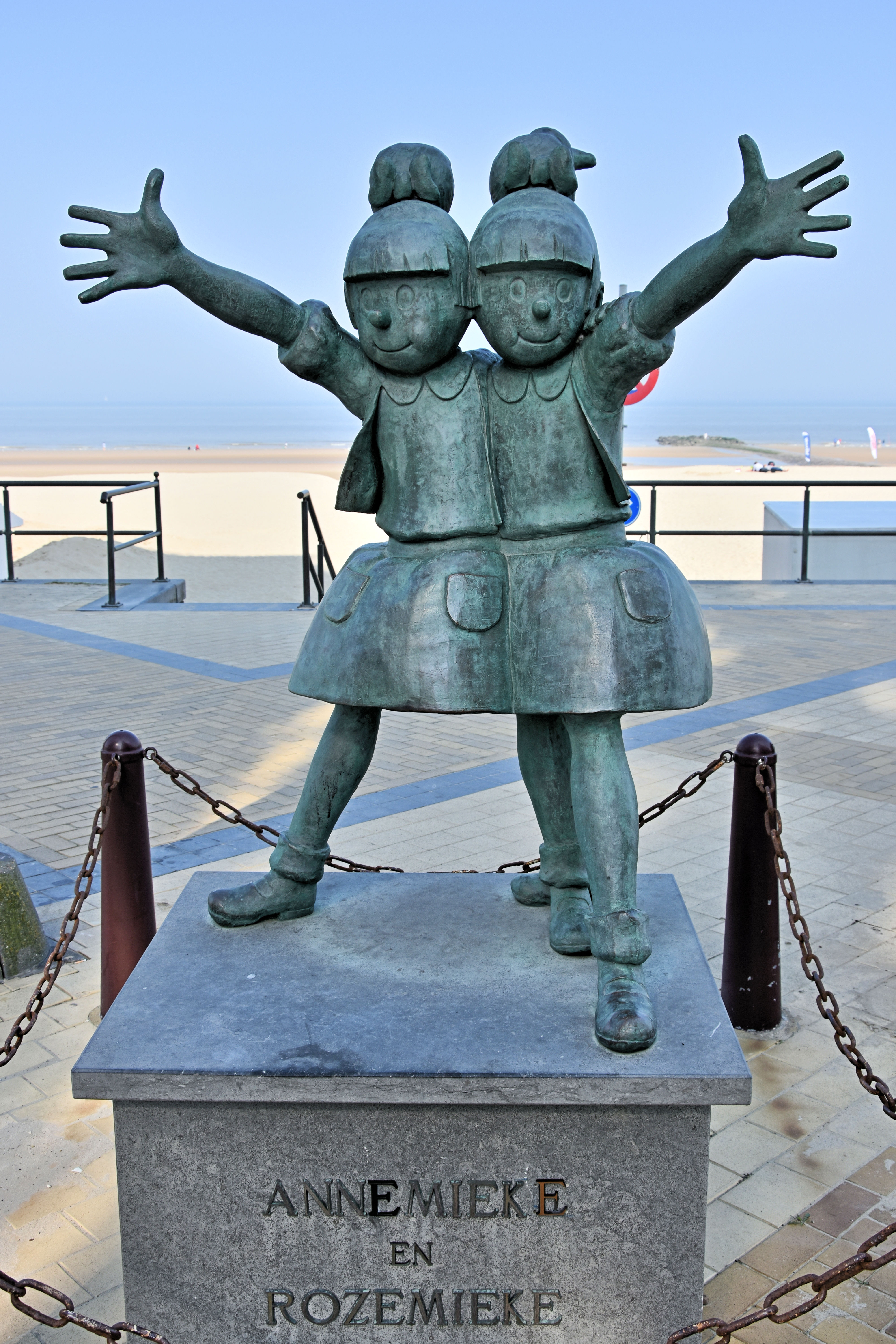
De Miekes (2006)
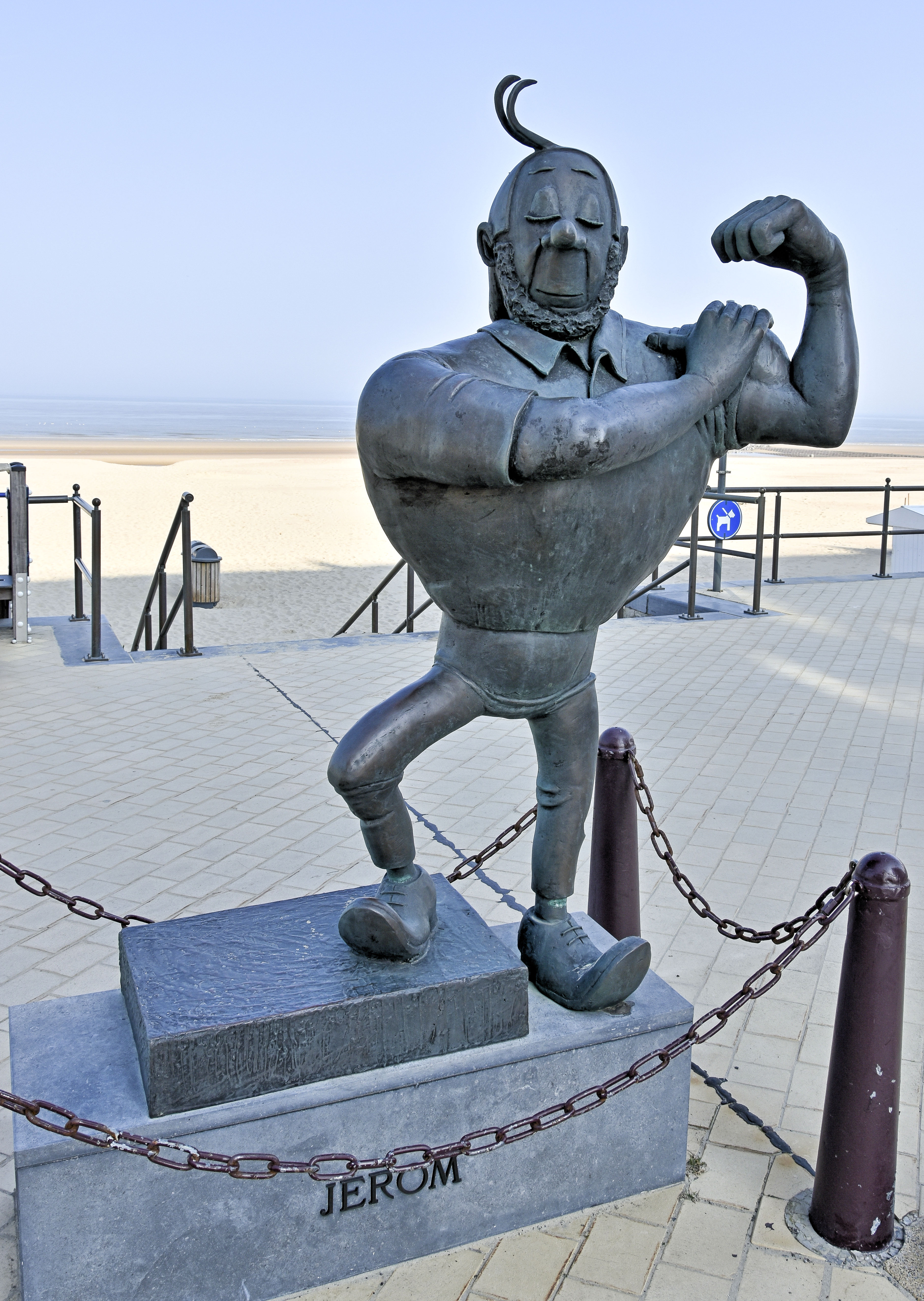
Jerom (2013)

- RKD-Nederlands Instituut voor Kunstgeschiedenis: 120168